# Seznam ameriških sociologov
Seznam ameriških sociologov.

## A
Jane Addams (1860-1935) -
Jeffrey C. Alexander -
Elijah Anderson -
Perry Anderson (politolog) - Kenneth Arrow (1921-2017; politolog)

## B
Emily Greene Balch - Benjamin Barber (politični teoretik: 1939–2017) -
Howard P. Becker - Howard S. Becker -
Jason Beckfield -
Daniel Bell (1919-2011) -
Reinhard Bendix -
Edward Bernays (1891-1995) -
Donald Black -
Peter Blau -
Herbert Blumer -
Lawrence D. Bobo -
James Cooke Brown - Wendy Brown (politologinja) - Judith Butler?

## C
Craig Calhoun -
Donald T. Campbell -
Francis Stuart Chapin - Vivek A Chibber -
Nancy Chodorow -
James S. Coleman -
Randall Collins -
Charles Cooley -
Douglas E. Cowan -

## D
Robert A. Dahl (1915-2014, politolog) - James A. Davis (1929-2016) - Larry Diamond -
Paul DiMaggio -
G. William Domhoff - Patrick Doreian ? - Peter F. Drucker (1909-2005, menedžment) -
W.E.B. Du Bois (1868-1963)

## E
Kathryn J. Edin - Paula S. England - Steven Epstein (akademik) -
Amitai Etzioni - 

## F
Gary Alan Fine - Nancy Fraser -
E. Franklin Frazier -
Erich Fromm - Francis Fukuyama (politolog) - Yoshio Fukuyama (sociolog religije)

## G
Harold Garfinkel (1917-2011) - Robert Gaudino (politolog, 1928-1974) -
Clifford Geertz -
David R. Gibson -
Barney Glaser -
Nathan Glazer (1923-2019) -
Edward Gobetz (1926-2020) - Erving Goffman - Samuel Goldman

## H
Jeffrey K. Hadden - Stanley Hoffmann (1928-2015) (politolog-MO) -
Paul Hollander (1932-2019) - Olavi Rudolf (Ole) Holsti (1933–2020) (politolog-MO) -
George C. Homans - James Hughes (sociolog)

## I
Ronald Inglehart (1934-2021) (politolog in sociolog)

## J
Lewis Wade Jones - 

## K
Stephen A. Kent - Melvin L. Kohn (1928-2021) -
Karin Knorr (avstrijsko-am.) 

## L
Michèle Lamont -
Harold Lasswell (politolog) - Edward Otto Laumann -
Paul Lazarsfeld -
Bernard Lefkowitz -
Gerhard Lenski - Jacob Levy Moreno (1889-1974) - Charles E. Lindblom (1917-2018, politolog) - Jay Lorsch -
Robert Staughton Lynd -

## M
Herbert Marcuse -
George Herbert Mead - John Joseph Mearsheimer (1947; mednarodni odnosi) -
Robert K. Merton -
Kelly Miller -
C. Wright Mills (1916-62) -
Robert Morrison MacIver (1882-1970) -
Hans Joachim Morgenthau (1904–1980); politolog -
Gaetano Mosca (1858–1941)-it. politolog -
Johann Most -
Daniel Patrick Moynihan -
Lewis Mumford (1895–1990)

## N
Joseph Nye (politolog)

## P
Talcott Parsons - Raj Patel - S. L. Perry -
Otto Pollak (1908-1998) -
Neil Postman - Adam Przeworski (politolog)

## R
Jeniffer Reich - Wilhelm Reich -
Philip Rieff -
David Riesman - George Ritzer -
Everett Rogers - John Rensenbrink (politolog, 1928-2022) - Alice Rossi (1922-2009) -
Arlie Russell Hochschild -

## S
Harvey Sacks -
Saskia Sassen - Ian Shapiro (politolog) -
Michael Schudson -
Philip Selznick -
Edward Albert Shils -
Anson Shupe -
Alfred Schutz -
Albion Woodbury Small - Neil Smelser - Tom W. Smith -
Pitirim Sorokin (1889-1968) -
Thomas Sowell -
Alfred Stepan -
Anselm Strauss -
William Graham Sumner -

## T
Sidney Tarrow - William Taubman (politolog) - Frederick Winslow Taylor ? - Henry Teune (politolog, 1936-2011) -
William I. Thomas -
Charles Tilly -
Alvin Toffler - Dinko Antun Tomašić (1902-75) -
Jonathan H. Turner -

## V
Thorstein Veblen (1857-1929) - Ezra Vogel (1930-2020) 

## W
Lillian D. Wald -
Immanuel Wallerstein (1930-2019) -
William Foote Whyte -
William H. Whyte -
Harold Wilensky -
William Julius Wilson -
Wolf Wolfensberger -
Erik Olin Wright (1947-2019)

## Z
Benjamin Zablocki -
Viviana Zelizer -
Howard Zinn